# 利傑 (土耳其)
利傑是土耳其的城鎮，由迪亞巴克爾省負責管轄，位於該國東南部，距離首府迪亞巴克爾90公里，面積1,026平方公里，該鎮在十六世紀被奧托曼帝國管治，2008年人口12,111。
38°27′N 40°39′E / 38.450°N 40.650°E